# Elberta (Alabama)
Elberta è un paese dell'Alabama, situato nella Contea di Baldwin. La popolazione al censimento del 2000 era di 552 abitanti.

## Città e paesi vicini
| - Foley - Summerdale - Orange Beach - Robertsdale - Gulf Shores - Silverhill - Loxley | - Spanish Fort - Daphne - Fairhope - Mobile - Pensacola (Florida) - Myrtle Grove (Florida) |

## Geografia fisica
Elberta è situata a 30°24'49.104" N, 87°35'57.667" O. L'U.S. Census Bureau certifica che il paese occupa un'area totale di 1,90 km², interamente composti da terra.

## Società

### Evoluzione demografica
Al censimento del 2000, risultano 552 abitanti, 228 nuclei familiari e 152 famiglie residenti nel paese. La densità della popolazione è di 284,20 ab./km². Ci sono 250 alloggi con una densità di 128,70/km². La composizione etnica della città è 95,11% bianchi, 0,18% neri o afroamericani, 1,09% nativi americani, 0,18 isolani del Pacifico, 3,08% di altre razze, e 0,36% meticci. Il 3,80% della popolazione è ispanica.
Dei 228 nuclei familiari, il 30,30% ha figli di età inferiore ai 18 anni che vivono in casa, il 45,60% sono coppie sposate che vivono assieme, il 17,10% è composto da donne con marito assente, e il 33,30% sono non-famiglie. Il 29,40% di tutti i nuclei familiari è composto da singoli e il 14,90% da singoli con più di 65 anni di età. La dimensione media di un nucleo familiare è di 2,42 mentre la dimensione media di una famiglia è di 2,98.
La suddivisione della popolazione per fasce d'età è la seguente: 24,50% sotto i 18 anni, 7,20% dai 18 ai 24, 27,40% dai 25 ai 44, 21,90% dai 45 ai 64, e 19,00% oltre i 65 anni. L'età media è 40 anni. Per ogni 100 donne ci sono 87,80 uomini. Per ogni 100 donne sopra i 18 anni ci sono 74,50 uomini.
Il reddito medio di un nucleo familiare è di 22.375$, mentre per le famiglie è di 28.125$. Gli uomini hanno un reddito medio di 28.500$ contro i 20.833$ delle donne. Il reddito pro capite del paese è di 12.942$. Il 20,00% della popolazione e il 16,10% delle famiglie è sotto la soglia di povertà. Sul totale della popolazione, il 28,10% dei minori di 18 anni e il 12,40% di chi ha più di 65 anni vive sotto la soglia di povertà.